# كريسيس مايكل
كريسوستوموس مايكل (بالتركية: Hrisis Mihail)‏ (مواليد 26 مايو 1977 في ليماسول) لاعب كرة قدم قبرصي دولي يجيد اللعب في خط الوسط . يلعب حاليا لصالح نادي أبويل القبرصي منذ 2003 .

## مسيرته الكروية
لعب كريسيس مايكل خلال مسيرته الاحترافية مع 3 أندية في خمسة عشر موسمًا وسجل خلالها 59 هدفًا ضمن 332 مباراة. حيث فاز في موسمين بالكأس وفي أربعة مواسم بالدوري.
خاض كريسيس مايكل مسيرته مع نادي أيل ليماسول في موسم 1997–98 ليلعب معه ستة مواسم، مشاركًا في 139 مباراة سجل خلالها 25 هدفًا. ثم انتقل إلى نادي أبويل في موسم 2003–04 ليلعب معه ثمانية مواسم، حيث شارك في 173 مباراة سجل خلالها 33 هدفًا. لينتقل بعدها إلى إينوسيس نيون باراليمني ‏ في موسم 2011–12 لمدة موسم واحد، مشاركًا في 20 مباراة سجل خلالها هدفًا واحدًا.

## روابط خارجية
- كريسيس مايكل على موقع ناشيونال فوتبول تيمز (الإنجليزية)
- كريسيس مايكل على موقع Soccerway.com (الإنجليزية)